# Giro d'Italia 1967
Il Giro d'Italia 1967, cinquantesima edizione della "Corsa Rosa", si svolse in ventidue tappe dal 20 maggio all'11 giugno 1967, per un percorso totale di 3 571 km. Fu vinto da Felice Gimondi.
La diciannovesima tappa (vinta da Gimondi davanti a Merckx e Motta) fu annullata poiché molti corridori si avvantaggiarono di ripetute spinte dei tifosi lungo la salita finale verso le Tre Cime di Lavaredo, percorsa sotto una forte nevicata. Gimondi, che proprio in quella tappa aveva conquistato la maglia rosa, minacciò di abbandonare la corsa, ma ritornò sui suoi passi. Riconquistò poi il primato in classifica due giorni dopo, in seguito a un epico duello con Anquetil sul Tonale e sull'Aprica.
I partenti furono 130 divisi in 13 squadre; 70 conclusero il Giro. La media oraria generale fu di 35,34 km/h. Il Giro sarebbe dovuto iniziare con un prologo serale per le strade di Milano, che dovette essere annullato a causa di una manifestazione politica.
Fu reintrodotta eccezionalmente la maglia nera e ad aggiudicarsela fu Lucillo Lievore.

## Tappe
| Tappa  | Data      | Percorso                             | km    | Vincitore di tappa      | Leader cl. generale     |
| ------ | --------- | ------------------------------------ | ----- | ----------------------- | ----------------------- |
| 1ª     | 20 maggio | Treviglio > Alessandria              | 135   | Giorgio Zancanaro       | Giorgio Zancanaro       |
| 2ª     | 21 maggio | Alessandria > La Spezia              | 223   | Antonio Gómez del Moral | Antonio Gómez del Moral |
| 3ª     | 22 maggio | La Spezia > Prato                    | 205   | Michele Dancelli        | Antonio Gómez del Moral |
| 4ª     | 23 maggio | Firenze > Chianciano Terme           | 155   | Dino Zandegù            | Antonio Gómez del Moral |
| 5ª     | 24 maggio | Roma > Napoli                        | 220   | Willy Planckaert        | Michele Dancelli        |
| 6ª     | 25 maggio | Palermo > Palermo                    | 63    | Rudi Altig              | Michele Dancelli        |
| 7ª     | 26 maggio | Catania > Etna                       | 169   | Franco Bitossi          | Michele Dancelli        |
| 8ª     | 27 maggio | Reggio Calabria > Cosenza            | 218   | Jean Stablinski         | José Pérez Francés      |
| 9ª     | 28 maggio | Cosenza > Taranto                    | 202   | Albert Van Vlierberghe  | José Pérez Francés      |
| 10ª    | 29 maggio | Bari > Potenza                       | 145   | Willy Planckaert        | José Pérez Francés      |
| 11ª    | 30 maggio | Potenza > Salerno                    | 160   | Rudi Altig              | José Pérez Francés      |
| 12ª    | 31 maggio | Caserta > Blockhaus                  | 220   | Eddy Merckx             | José Pérez Francés      |
| 13ª    | 1º giugno | Chieti > Riccione                    | 253   | Georges Vandenberghe    | José Pérez Francés      |
| 14ª    | 2 giugno  | Riccione > Lido degli Estensi        | 94    | Eddy Merckx             | José Pérez Francés      |
| 15ª    | 3 giugno  | Lido degli Estensi > Mantova         | 164   | Michele Dancelli        | José Pérez Francés      |
| 16ª    | 4 giugno  | Mantova > Verona (cron. individuale) | 45    | Ole Ritter              | Jacques Anquetil        |
|        | 5 giugno  | giorno di riposo                     |       |                         |                         |
| 17ª    | 6 giugno  | Verona > Vicenza                     | 140   | Francisco Gabica        | Silvano Schiavon        |
| 18ª    | 7 giugno  | Vicenza > Udine                      | 167   | Dino Zandegù            | Silvano Schiavon        |
| 19ª    | 8 giugno  | Udine > Tre Cime di Lavaredo         | 170   | annullata               | Silvano Schiavon        |
| 20ª    | 9 giugno  | Cortina d'Ampezzo > Trento           | 235   | Vittorio Adorni         | Jacques Anquetil        |
| 21ª    | 10 giugno | Trento > Tirano                      | 153   | Marcello Mugnaini       | Felice Gimondi          |
| 22ª-1ª | 11 giugno | Tirano > Madonna del Ghisallo        | 137   | Aurelio González        | Felice Gimondi          |
| 22ª-2ª | 11 giugno | Madonna del Ghisallo > Milano        | 68    | Willy Planckaert        | Felice Gimondi          |
| Totale | Totale    | Totale                               | 3 571 |                         |                         |

## Squadre e corridori partecipanti
| N.    | Cod. | Squadra        |
| ----- | ---- | -------------- |
| 1-10  | MOL  | Molteni        |
| 11-20 | BIC  | Bic            |
| 21-30 | WIL  | Cynar          |
| 31-40 | FIL  | Filotex        |
| 41-50 | GER  | Germanvox-Wega |
| 51-60 | KAS  | KAS-Kaskol     |
| 61-70 | MAI  | Mainetti       |

| N.      | Cod. | Squadra             |
| ------- | ---- | ------------------- |
| 71-80   | MAX  | Max Meyer           |
| 81-90   | PEU  | Peugeot-BP-Michelin |
| 91-100  | ROM  | Romeo-Smith's       |
| 101-110 | SLM  | Salamini-Luxor TV   |
| 111-120 | SAL  | Salvarani           |
| 121-130 | VIT  | Vittadello          |

## Classifiche finali

### Classifica generale - Maglia rosa

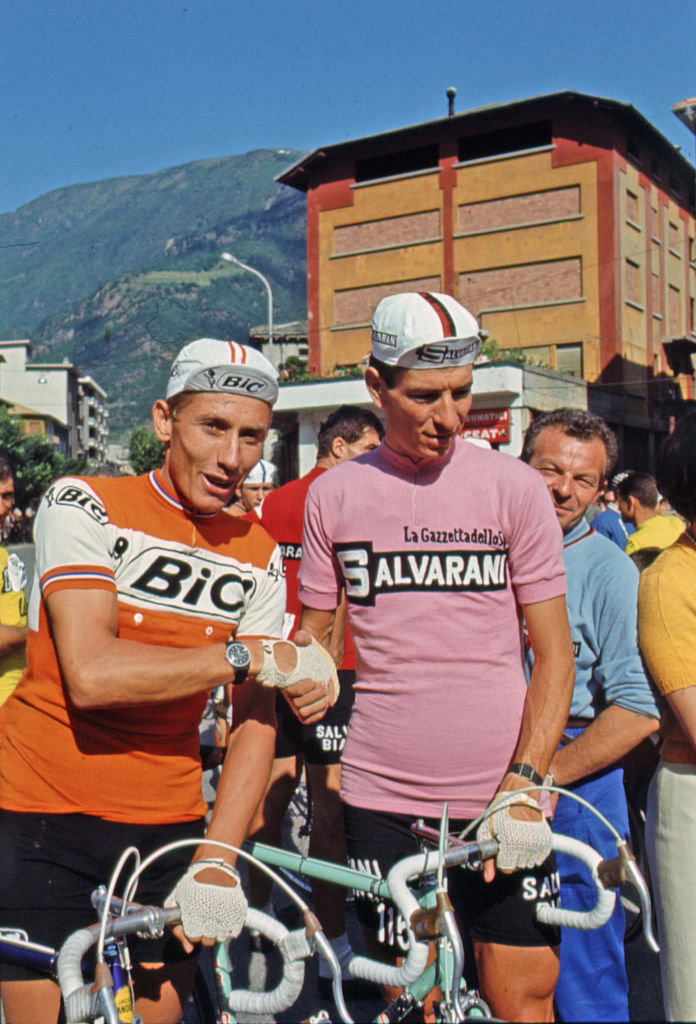
Jacques Anquetil, terzo al suo ultimo Giro, stringe la mano al vincitore della maglia rosa Felice Gimondi

| Pos. | Corridore          | Squadra    | Tempo      |
| ---- | ------------------ | ---------- | ---------- |
| 1    | Felice Gimondi     | Salvarani  | 101h05'34" |
| 2    | Franco Balmamion   | Molteni    | a 3'36"    |
| 3    | Jacques Anquetil   | Bic        | a 3'45"    |
| 4    | Vittorio Adorni    | Salamini   | a 4'33"    |
| 5    | José Pérez Francés | KAS-Kaskol | a 5'17"    |
| 6    | Gianni Motta       | Molteni    | a 6'21"    |
| 7    | Lucien Aimar       | Bic        | a 7'25"    |
| 8    | Francisco Gabica   | KAS-Kaskol | a 9'43"    |
| 9    | Eddy Merckx        | Peugeot    | a 11'41"   |
| 10   | Eusebio Vélez      | KAS-Kaskol | a 15'00"   |

### Classifica a punti - Maglia rossa

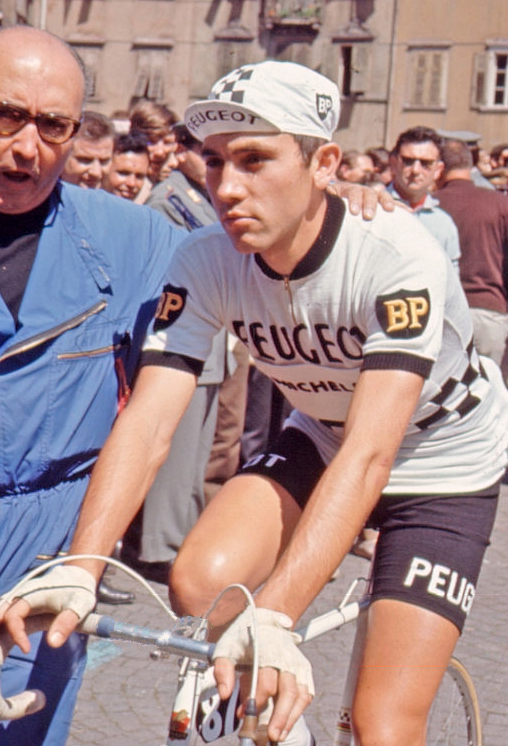
Il 21enne Eddy Merckx al suo primo Grande Giro, prima della partenza della 22ª tappa

| Pos. | Corridore          | Squadra    | Punti |
| ---- | ------------------ | ---------- | ----- |
| 1    | Dino Zandegù       | Salvarani  | 200   |
| 2    | Eddy Merckx        | Peugeot    | 178   |
| 3    | Willy Planckaert   | Romeo      | 176   |
| 4    | Vittorio Adorni    | Salvarani  | 102   |
| 5    | José Pérez Francés | KAS-Kaskol | 89    |

### Classifica scalatori
| Pos. | Corridore        | Squadra    | Punti |
| ---- | ---------------- | ---------- | ----- |
| 1    | Aurelio González | KAS-Kaskol | 460   |
| 2    | Lucien Aimar     | Bic        | 90    |
| 3    | Franco Bitossi   | Filotex    | 80    |
| 3    | Eddy Merckx      | Peugeot    | 80    |
| 3    | Felice Gimondi   | Salvarani  | 80    |
| 3    | Vittorio Adorni  | Salvarani  | 80    |